# Zwarte roest
Zwarte roest (Puccinia graminis) is een ernstige schimmelziekte voor granen, veroorzaakt door de schimmel Puccinia graminis. Reeds in de oudheid zijn gevallen van zwarte roest gedocumenteerd. Tot halverwege de twintigste eeuw veroorzaakte de schimmel regelmatig terugkerende pandemieën in de graanteelt. Door plantenveredeling dacht men vanaf 1954 de zwarte roest in tarwe te hebben uitgebannen.

## Ziekteverloop
De schimmel tast de bovengrondse delen van het gewas aan. Besmette planten produceren minder aren en minder zaden. In sommige extreme gevallen kan de plant zelfs geheel afsterven. De besmettingsplek is duidelijk zichtbaar. Op plekken waar de schimmel de plant heeft aangetast zijn elliptische blaren (uredosori) zichtbaar die op roestvorming lijken.

## Nieuwe variant bij tarwe
In 1999 werd in Oeganda een nieuwe, zeer virulente schimmelvariant (fysio) genaamd Ug99 ontdekt. Deze variant wordt ook wel TTKSK genoemd. In 2001 werd de ziekte, veroorzaakt door deze nieuwe variant, in Kenia en Ethiopië aangetroffen. In januari 2007 bleken sporen door de wind Soedan en Jemen bereikt te hebben. Er wordt geprobeerd snel voor Ug99 resistente rassen te veredelen en vermeerderen. In 2007 bleek echter circa 80% van de verschillende tarwelijnen gevoelig te zijn voor deze nieuwe schimmelvariant.
Wetenschappers waarschuwen dat zwarte roest nu ook een bedreiging kan vormen voor graanoogsten in Afghanistan, Pakistan, Bangladesh en India. Volgens Nobelprijs-winnaar Norman Borlaug zal de plantziekte 'vroeger of later' in de hele wereld kunnen worden aangetroffen, ook in Noord-Amerika, Zuid-Amerika, Europa en Australië
In de zomer van 2016 vond een uitbraak van zwarte roest plaats op Sicilië met aantasting van tientallen vierkante kilometers tarweakkers. Volgens het roestreferentiecentrum GRRC in het Deense Aarhus is het een uitzonderlijk agressieve variant van de schimmel. Begin februari 2017 dringt de FAO aan op snelle actie. Er is vrees dat de ziektekiemen overwaaien naar Italië en Griekenland.

## Biologisch wapen
Tijdens de laatste pandemie in 1953 werd ongeveer 40% van de tarweoogst in de Verenigde Staten vernietigd. Zwarte roest werd vanwege deze grote economische impact door zowel de VS als de Sovjet-Unie beschouwd als potentieel biologisch wapen. Beide mogendheden hadden dan ook voorraden van sporen aangelegd. Tot daadwerkelijke inzet als wapen is het nooit gekomen.

## Levenscyclus

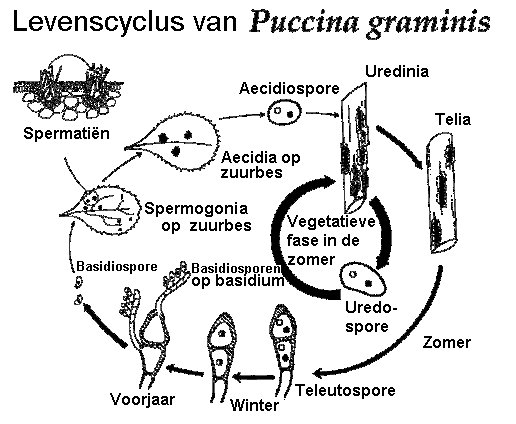

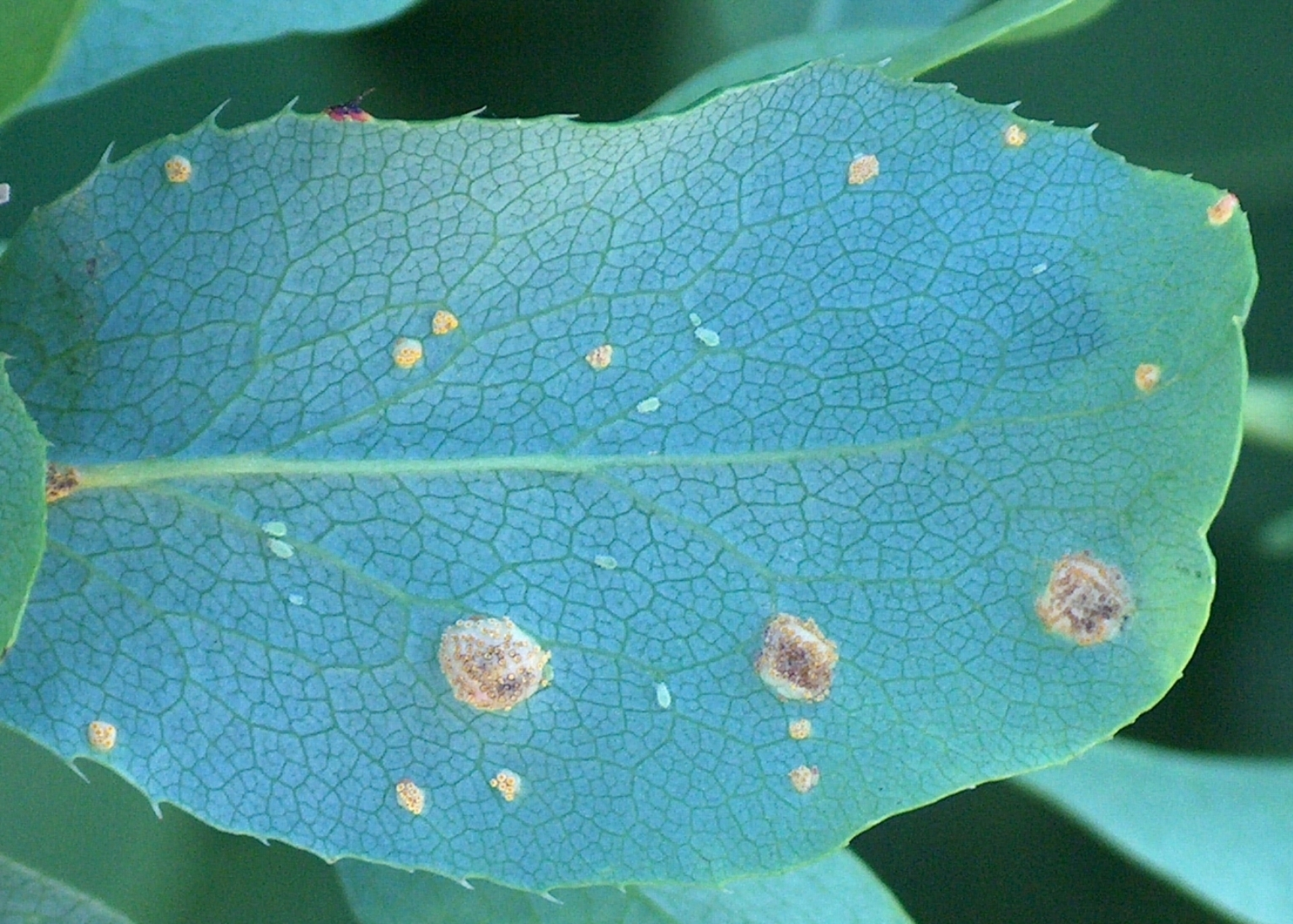
Aecidia op onderzijde blad zuurbes

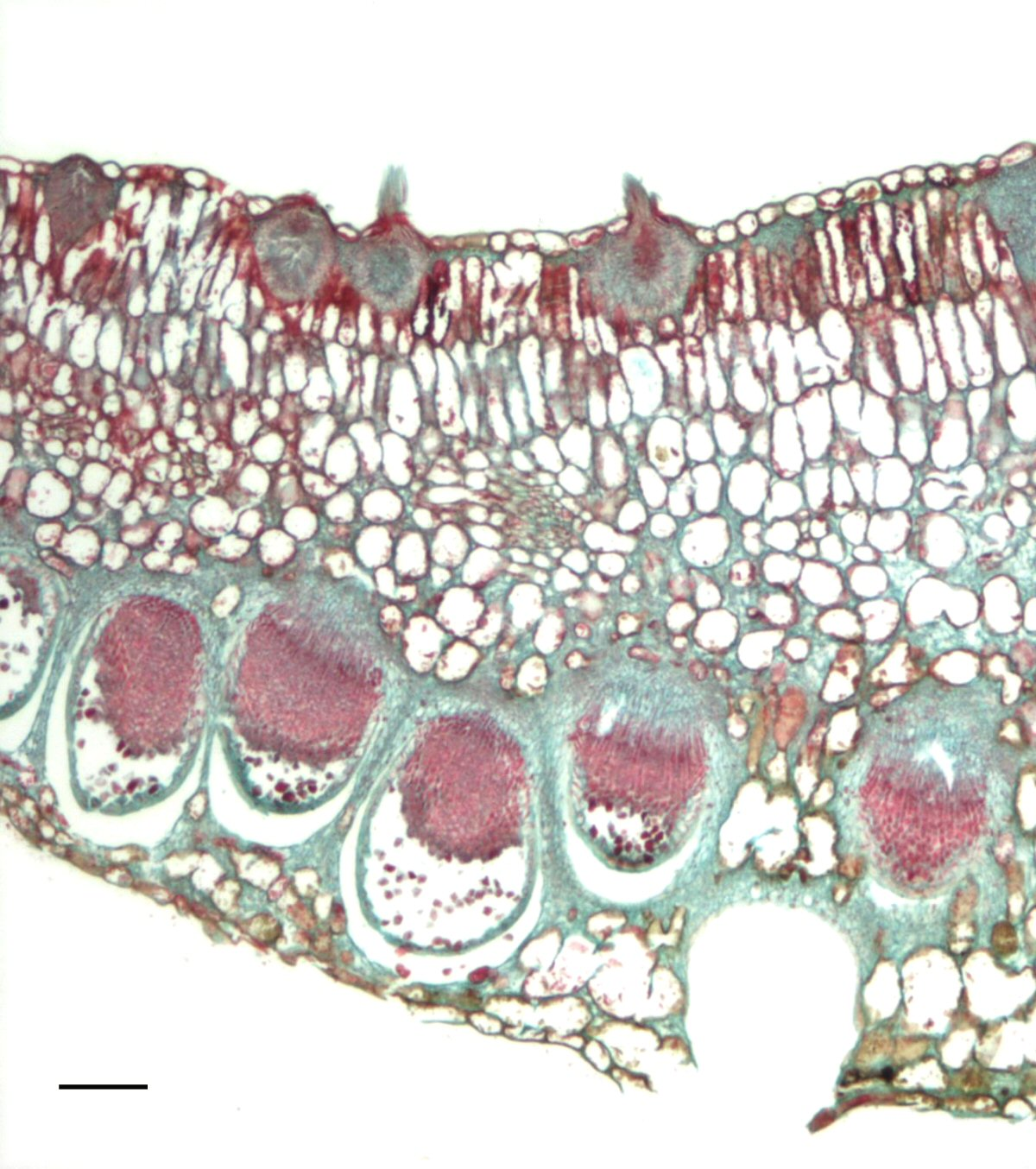
Aecidia (onder) en spermogonia (boven)

De levenscyclus bestaat uit vijf stadia, die op twee verschillende waardplanten doorlopen worden.
Op de graanplant vindt de vegetatieve fase plaats en worden teleutosporen, basidiosporen en uredosporen gevormd en op de zuurbes (Berberis vulgaris) vindt de generatieve fase plaats, waarbij spermatiën en aecidiosporen gevormd worden. De teleutospore is de dikwandige, gekleurde rustspore, die in de loop van het seizoen gevormd wordt in het telium (vruchtlichaam). Het telium wordt net voor het afsterven van de waardplant gevormd. De gesteelde teleutospore is tweecellig en heterothallisch. In het voorjaar kiemt de teleutospore en vormt een basidium, waarop de basidiospore gevormd wordt. De basidiospore infecteert de waardplant en vormt daar een spermogonium met spermatiën en receptieve hyfen. Na bevruchting van een receptieve hyfe van het spermogonium door een spermatium met een ander paringstype wordt een aecium met haploïde-dikaryotische aecidiosporen gevormd. De aecidiospore kiemt op de graanplant, waarna een uredinium gevormd wordt. Het uredinium vormt uredosporen, die vervolgens weer een uredinium vormen. Later in het seizoen vormt ten slotte een uredinium teleutosporen, doordat het overgaat in een telium.
Doordat op de zuurbes de generatieve fase zich afspeelt, vindt hier ook de genetische uitwisseling plaats. Daardoor kunnen er gemakkelijk nieuwe fysio's gevormd worden. Deze schimmel tast naast gewone tarwe ook rogge aan. Op deze planten vindt alleen de vegetatieve fase plaats, waardoor op deze planten alleen door mutaties nieuwe fysio's gevormd kunnen worden, wat minder snel gaat dan bij genetische uitwisseling.

## Specialisatie naar gewas
Er is binnen P. graminis een behoorlijke genetische variatie, en verschillende speciale vormen worden onderscheiden, die ook verschillende granen aantasten:
- Puccinia graminis f. sp. avenae op haver
- Puccinia graminis f. sp. dactylis op kropaar
- Puccinia graminis f. sp. lolii op Italiaans raaigras en Engels raaigras
- Puccinia graminis f. sp. poae op beemdgrassen, zoals veldbeemdgras
- Puccinia graminis f. sp. secalis op rogge en gerst
- Puccinia graminis f. sp. tritici op tarwe en gerst

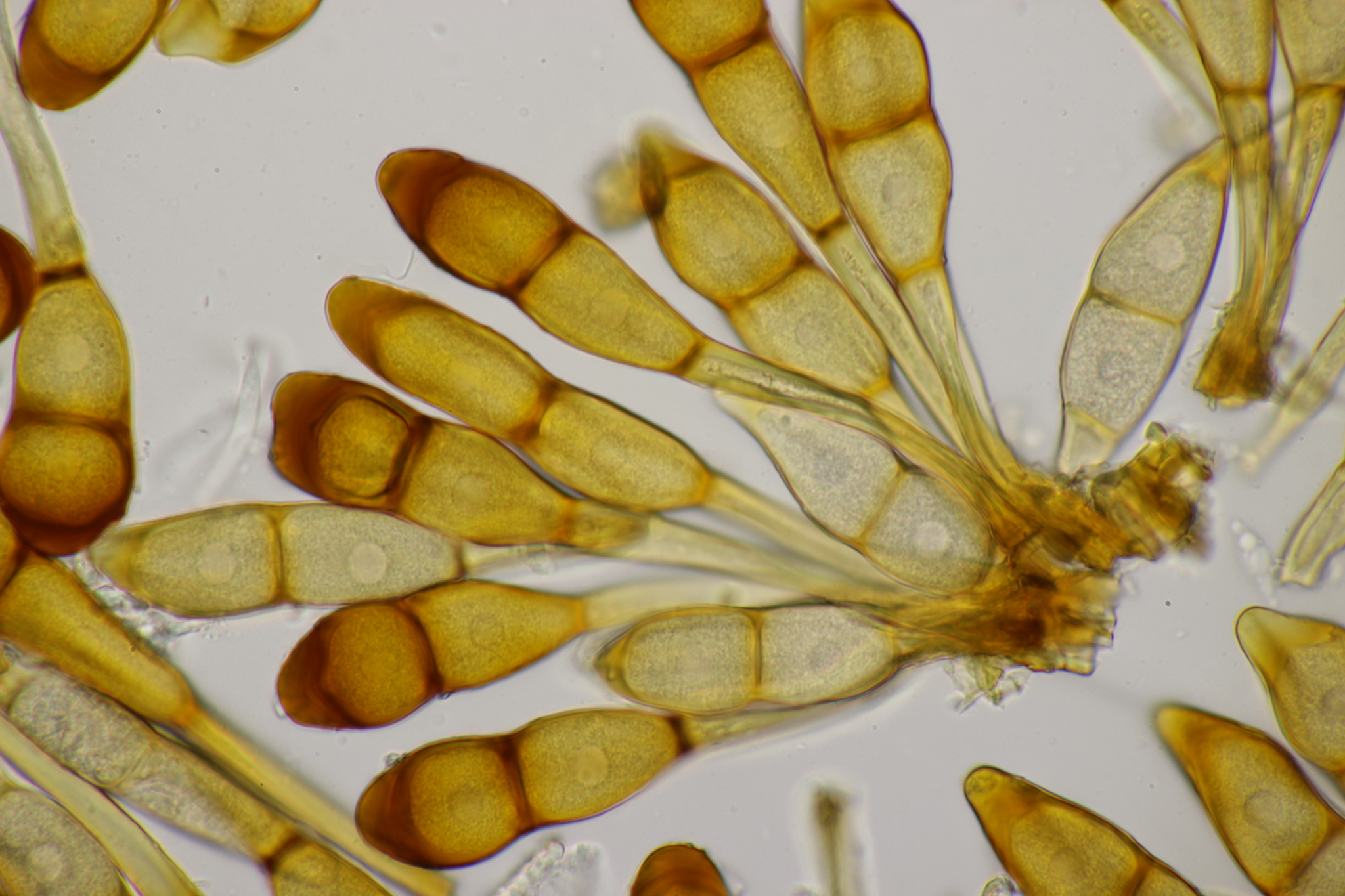
Teleutosporen
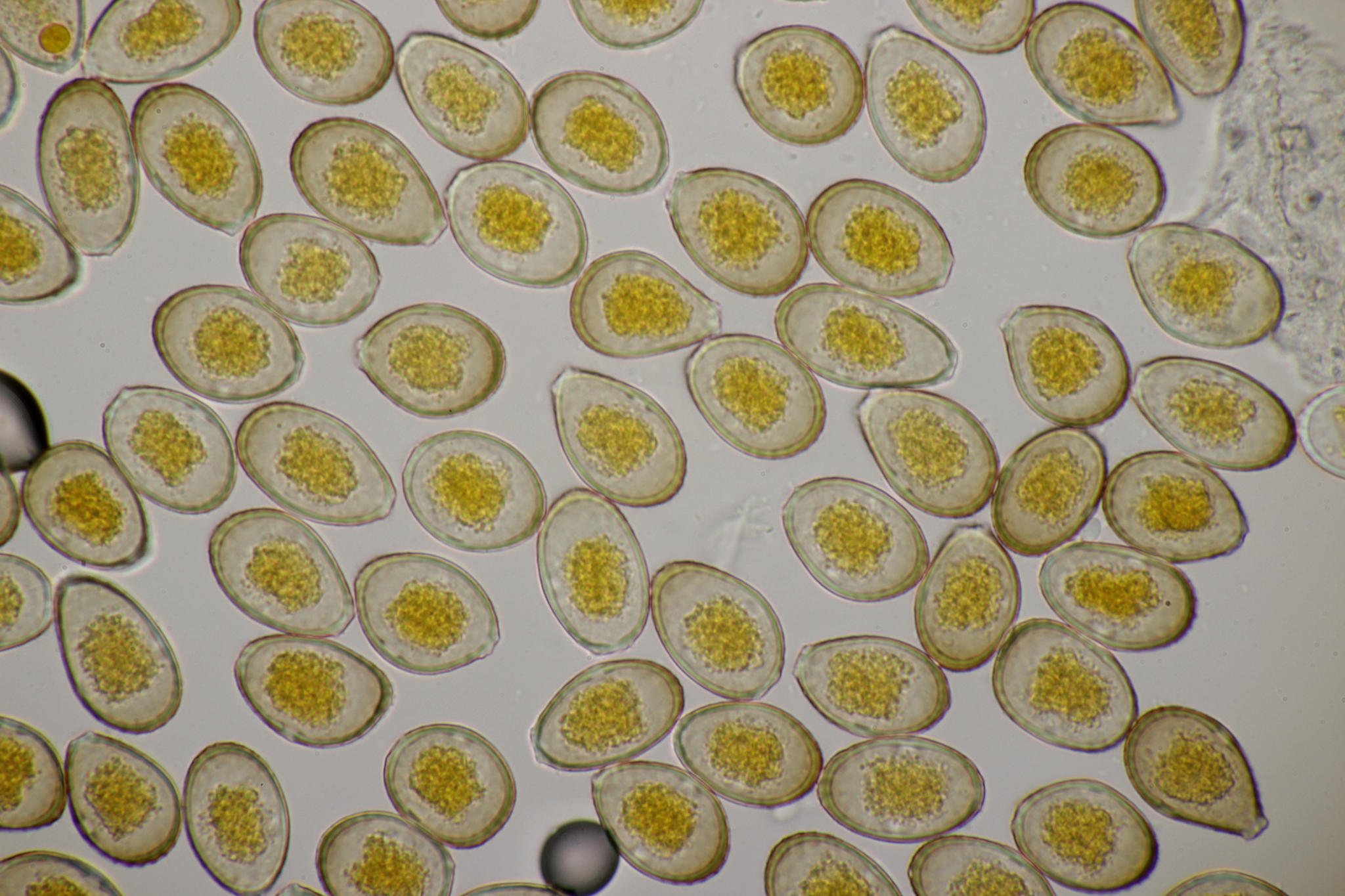
Uredosporen
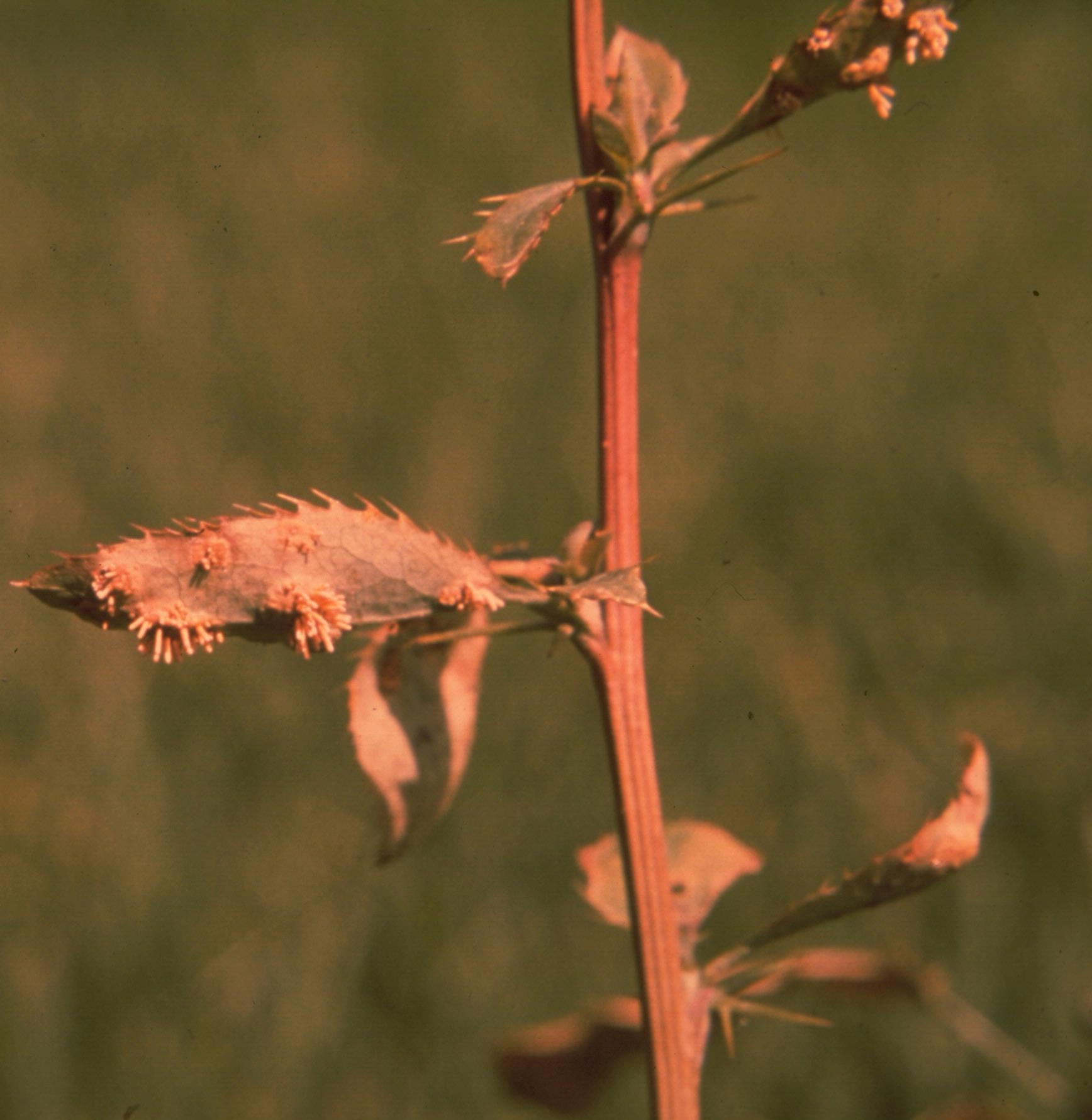
Aecidia op zuurbes